# 下辛奧維德內

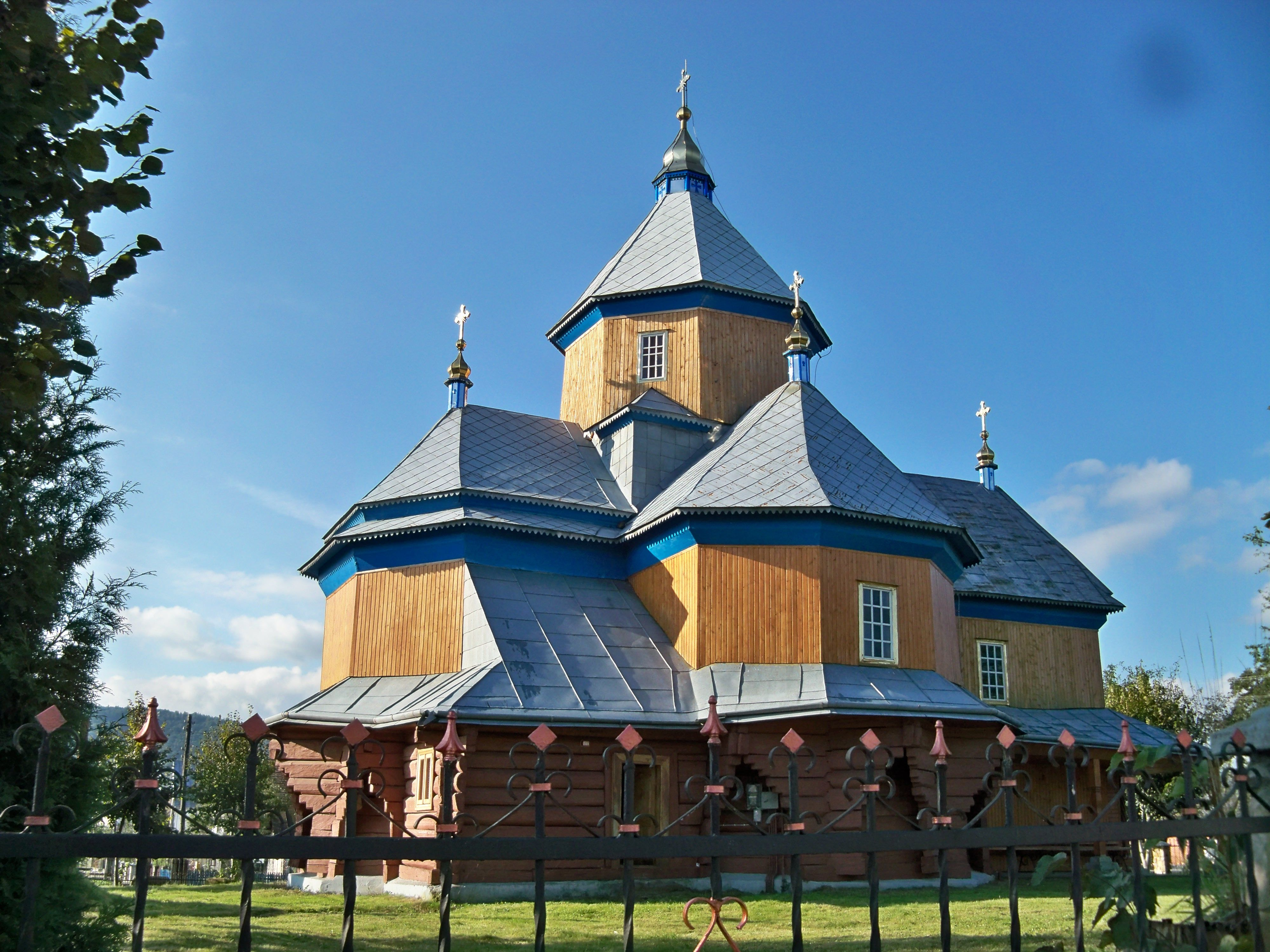
教堂

49°6′32″N 23°38′24″E / 49.10889°N 23.64000°E
下辛奧維德内（烏克蘭語：Нижнє Синьовидне），是烏克蘭的城鎮，位於該國西部利沃夫州，由斯特雷區斯科萊市鎮負責管轄，處於斯特雷河畔，始建於1691年，面積1.63平方公里，海拔高度375米，2001年人口1,113。